# Puertollano
Puertollano je město ve španělské provincii Ciudad Real, která je součástí autonomního společenství Kastilie – La Mancha. Žije zde přibližně 45 tisíc obyvatel.
Město leží v pohoří Sierra Morena 195 km vzdušnou čarou od Madridu. Protéká jím řeka Ojailén.
Podle nálezů jeskynních maleb obýval lokalitu již Homo heidelbergensis. Po zhroucení Západořímské říše zde žili Vizigóti a později Mauři, ke Kastilskému království bylo Puertollano připojeno roku 1212 po bitvě na Las Navas de Tolosa. Obyvatelé se zabývali převážně zemědělstvím a výrobou keramiky a látek, ekonomický rozvoj a růst populace nastal po otevření uhelných dolů v roce 1873. Roku 1925 král Alfons XIII. povýšil Puertollano na město. Ve druhé polovině 20. století přišel útlum těžby a ekonomika města se přeorientovala na výrobu solárních panelů a umělých hnojiv, sídlí zde také velký závod petrochemické firmy Repsol. Město profituje také ze své polohy na trati AVE z Madridu do Sevilly. Turistickými atrakcemi jsou chrám Panny Marie Milosrdné z roku 1489, léčivý pramen Fuente Agria, botanická zahrada a muzeum hornictví. V květnu se každoročně koná procesí Fiesta del Santo Voto, připomínající morovou epidemii z roku 1348, která město téměř úplně vylidnila.
Puertollano má ve Španělsku přezdívku „Pueblo de las dos mentiras“ (město dvou lží), protože tu není žádný přístav (puerto) ani rovina (llano).

## Rodáci
- Cristina García Rodero (* 1949), fotografka
- María Dueñas (* 1964), spisovatelka
- Santiago Cañizares (* 1969), fotbalista